# صوفر
صوفر هي مدينة لبنانية تقع في قضاء عاليه على متوسط ارتفاع 1250م عن سطح البحر، وعلى مسافة 27 كلم من بيروت وتصل إليها عبر طريق بيروت دمشق الدولية – عاليه – محطة بحمدون. سميت «صــوفــر» لصفير الهواء فيها صيفاً وشتاء.

## سكانها
يبلغ عــدد سكانها نحو 3,000 نسمة شتاءً ليرتفع صيفاً إلى 15,000 نسمة، ويبلغ عدد السكّان المسجّلين في صوفر 1716 نسمة. في الانتخابات الأخيرة عام ألفين وأربعة، كان في صوفر 2544 منتخب مسجل ومنهم 1510 منتخب فعليّ. يوجد في البلدة مجلس بلدي.
وتتميز هذه البلدة بتنوع عائلاتها وطوائفها فيصل عدد عائلاتها إلى 17 عائلة مقيمة، منها (ميرزين - فليحان -حمدان-الأحمدية ـ شيا ـ الصايغ ـ البنا ـ طربيه ـ فياض ـ سنو). الغالبية فيها من أبناء الطائفة الدرزية والكثير من سكانها المسيحيين قد تهجروا منها. كما توجد حتى اليوم ثلاث كنائس للروم الكاثوليك والأرثــوذكــس والموارنة وسكان من كل المذاهب يصطافون ويستقرون فيها. حتى أن لليهود أملاكاً فيها، ويشهد على وجودهم التاريخي ركام كنيس لهم. يعتمد سكانها على التجارة بشكل خاص والبعض منهم على الزراعة لكن بما أن مناخها بارد فالتجارة أفضل مهنة لأبنائها.

## طبيعتها
تتميز صوفر بارتفاع موقعها في أعلى الجبل والأودية المحيطة فيها الامـر الذي جعل من هوائها عليلاً ومنعشاً. تشتهر هذه البلدة الجبلية بكثرة ثلوجها التي تكسو الارصفة والقراميد لمدة ثلاثين يوماً في السنة. يصل معدل الأمطار ما بين 1300 و1350ملم سنوياً. أمأ معدل الحرارة فيصل إلى 8.21 درجة مئوية في العام. يكثر الضباب فيها ولا عوائق طبيعية تحول دون هبوب الرياح الرطبة في البلدة. وتنمو فيها الـشجيرات والأعشاب البرية من الميس والوزال والــزعــرور والبطم.

## الاصطياف
تعد من أهم وأجمل المصايف في جـبل لبنان. تـطـل عـلى وادي لامارتين والروابي المحيطة بها، صارت مصيفاً للعرب والاجانب بـفـضل طـبـيعـتها الخلابة ومناخها العليل المنعش. يعود تاريخ صوفر السياحي إلى العام 1885 عند إنشاء فندق صوفر الكبير، الوحيد الــذي ضم كازينو آنذاك (أول كازينو في الشرق الأوسط).
تشتهر صوفر بقصورها الفخمة وتضم الفنادق والمنتزهات المميزة. تطل صوفر على الروابي والقرى المحيطة بها وقد استهوى موقعها الجميل بعض العائلات البيروتية فأموا المكان وابتنوا لأنفسهم القصور والدور الصيفية ينشدون الهدوء والسكنية. ويشهد على جمال قصورها وعظمتها، قصر الدونا ماريا القديم ومبنى «فندق صوفر الكبير» المتهدم ومبنى فندق «شاتو برنينا» الذي اتخذه جمال باشا مسكناً له.
- صوفر على ويكيمانيا

## تاريخها
قبل 1950م كانت صوفر ممراً ومحطة استراحة فقط للعابرين بين لبنان وداخل الشام. لكن مع نشوء خط عربات الشام عام 1859 وعلى أثر بناء «فندق صوفر الكبير» 1885م وإنشاء خط سكة الحديد في عام 1895م، ازدهرت الحركة التجارية وباتت البلدة قبلة للمصطافين والمشاهير. وحافظت على مكانتها حتى عام 1982م عندما آصبحت خط التماس بين السوريين والإسرائيليين في حرب الاجتياح فتهدم آجزاء منها وتهجر سكانها. وعادت اى سابق عهده بعد انتهاء الحرب الآهلية عام 1990م.[بحاجة لمصدر]